# Бовтиська волость
Бовтиська волость — адміністративно-територіальна одиниця Чигиринського повіту Київської губернії з центром у селі Бовтишка.
Станом на 1886 рік складалася з 3 поселень, 3 сільських громад. Населення — 6586 осіб (3184 чоловічої статі та 3402 — жіночої), 1267 дворових господарств.
Наприкінці 1880-х років волость було ліквідовано, більша частина території і села Бовтишка та Еразмівка увійшли до складу Ставидлянської волості, менша частина із селом Івангород була приєднана до Олександрівської волості.
|                     | Площа, десятин | У тому числі орної, десятин |
| ------------------- | -------------- | --------------------------- |
| Сільських громад    | 5307           | 4263                        |
| Приватної власності | 8854           | 3921                        |
| Іншої власності     | 138            | 112                         |
| Загалом             | 14299          | 8296                        |

Поселення волості:
- Бовтишка — колишнє власницьке село за 45 верст від повітового міста, 2870 осіб, 563 двори, православна церква, школа, 3 постоялих будинки, 3 лавки, водяний та 2 вітряних млини, цегельний завод.
- Еразмівка — колишнє власницьке село, 1147 осіб, 228 дворів, православна церква, молитовний будинок, школа, 2 постоялих будинки, лавка.
- Івангород — колишнє власницьке село, 2343 особи, 476 дворів, православна церква, 4 постоялих будинки, лавка.